# Navíd Afkari
Navíd Afkari (22. července 1993, Šíráz, Írán – 12. září 2020, tamtéž) byl íránský zápasník, bývalý reprezentant země v tomto sportu.
Přes četné žádosti o záchranu jeho života byl popraven za údajnou vraždu policisty při protivládních protestech v roce 2018.

## Život
Afkari se v roce 2018 zúčastnil v Íránu demonstrace proti zdražování základního zboží, rostoucí nezaměstnanosti a korupci. Během protestů pořádkové jednotky zabily více než dvacet lidí. Afkari a jeho bratři patřili ke stovkám zatčených.
Afkari byl odsouzen dvěma soudy k 74 ranám bičem a trestu smrti. Přiznal se totiž k 27 zločinům, mezi které patří vražda, urážky nejvyššího vůdce, účast na nelegální demonstraci, shromáždění a spiknutí za účelem spáchání zločinů proti národní bezpečnosti. Z vězení však unikl zvukový záznam, podle nějž byl Afkari k přiznání přinucen mučením.
Afkariho bratři byli odsouzeni k dlouholetým trestům vězení, jeden na 54 a druhý na 27 let.

## Reakce
Afkariho případ vyvolal ve světě pobouření. K ušetření jeho života vyzval Írán americký prezident Donald Trump, trenér Conora McGregora John Kavanagh, bývalý MMA bojovník Ben Askren, olympijský vítěz ve wrestlingu Brandon Slay a aktivisté v boji za lidská práva. Petici za jeho záchranu podepsalo přes deset tisíc lidí.